# Conerobus
Conerobus S.p.A. - Società per la mobilità intercomunale è un'azienda italiana con capitale misto pubblico-privato che gestisce il servizio di trasporto pubblico locale nei comuni di Ancona, Falconara Marittima, Osimo e Jesi oltre che i collegamenti extraurbani nella provincia di Ancona.

## Storia
Nel giugno del 1999, su iniziativa della provincia di Ancona e di una ventina di comuni del territorio, venne costituita la Conerobus, dalla fusione di due aziende di trasporto della zona di Ancona:
- l'ATMA, che si occupava dei servizi urbani della città,
- il COTRAN, che gestiva quelli extraurbani.

È sin dalla sua costituzione una società per azioni nel 1999
La Conerobus aderisce all'"Azienda Trasporti e Mobilità di Ancona e Provincia".
La sigla ATMA, quindi, ha avuto nel tempo tre significati diversi:
- dal 1943 al 1949: "Azienda Tranviaria Municipale di Ancona", ente che gestiva la Rete tranviaria di Ancona e la tranvia Ancona-Falconara Marittima, precedentemente affidate alla Società Tramvie ed Imprese Elettriche (STIE) e al comune di Ancona;
- dal 1949 al 1999: "Azienda Trasporti Municipalizzati Autofiloviari", ente che gestiva la Rete filoviaria di Ancona e il servizio di autobus urbani della città;
- dopo il 1999: "Azienda Trasporti e Mobilità di Ancona e Provincia", ente che comprende otto diverse società di trasporto pubblico[4], gestendo i servizi extraurbani della provincia di Ancona e quelli urbani dei comuni di Ancona, Castelfidardo, Falconara, Jesi, Sassoferrato e Senigallia[5].

## Dati societari

### Struttura societaria
Conerobus è una società per azioni a capitale misto pubblico-privato; da statuto la componente pubblica non può scendere sotto il 60% e le azioni sono detenute in gran parte dal comune e dalla provincia di Ancona, che ne detengono anche di privilegiate, oltre che dai comuni toccati dal servizio:
| Socio                         | % capitale ordinario | % capitale totale |
| ----------------------------- | -------------------- | ----------------- |
| Comune di Ancona              | 40%                  | 20,283% e 33,345% |
| Provincia di Ancona           | 31%                  | 15,719% e 15,949% |
| Comune di Agugliano           | 0,59%                | 0,298%            |
| Comune di Belvedere Ostrense  | 0,21%                | 0,104%            |
| Comune di Camerata Picena     | 0,32%                | 0,163%            |
| Comune di Falconara Marittima | 1,19%                | 0,605%            |
| Comune di Filottrano          | 0,78%                | 0,397%            |
| Comune di Monte San Vito      | 0,40%                | 0,201%            |
| Comune di Morro d'Alba        | 0,15%                | 0,076%            |
| Comune di Numana              | 0,03%                | 0,017%            |
| Comune di Offagna             | 0,08%                | 0,041%            |
| Comune di Ostra               | 0,99%                | 0,502%            |
| Comune di Polverigi           | 0,41%                | 0,208%            |
| Comune di Santa Maria Nuova   | 0,55%                | 0,227%            |
| Comune di Sirolo              | 0,03%                | 0,017%            |
| Contram S.p.A.                | 5,23%                | 2,650%            |
| S.A.C.S.A. S.r.l.             | 2,86%                | 1,453%            |
| F.lli Bucci S.r.l.            | 15,18%               | 7,696%            |

La società detiene una partecipazione del 60% in Azienda Trasporti e Mobilità di Ancona e Provincia (ATMA), partecipata per il rimanente 40% dal consorzio TRAN (composto da F.lli Bucci, Contram, Autolinee Crognaletti, Autolinee Reni, S.A.P., S.A.C.S.A. e Autolinee Vitali), e il 100% di Conerobus Service.

### Attività
La società gestisce la rete filoviaria e le autolinee urbane di Ancona oltre che i servizi urbani di Falconara Marittima e Jesi. Gestisce altresì parte del trasporto pubblico extraurbano della regione oltre un ascensore ad Ancona che permette di raggiungere la spiaggia del Passetto.

### Flotta
Al bilancio 2020 la flotta di Conerobus è composta da 234 autobus e 9 filobus.